# Liste des comtes, puis des vicomtes de Razès
Ceci est une liste des comtes de Razès, qui ont gouverné le comté de Razès, un des comtés méridionaux du Haut Moyen Âge, entre la fin du VIIIe siècle et le début du XIe siècle, puis des vicomtes de Razès, qui en ont assumé la direction jusqu'en 1247 :

## Comtes de Razès

### Comtes bénéficiaires
- Guillaume de Gellone (vers 755 - vers 814), duc d'Aquitaine (781 - 806), comte de Toulouse et de Razès (790 - 806) ;
- Bera Ier de Barcelone (vers 770 - vers 844), comte de Razès et de Conflent (790 - 820), de Barcelone (801 - 820), ainsi que de Gérone et de Besalù (812 - 820) ;
- Guillemond (? - ?), fils du précédent, comte de Razès et de Conflent (820 - 827) ;
- Gaucelm de Roussillon (? - 834), comte de Roussillon (812 - 832), d'Ampurias (vers 817 - 832), de Razès et de Conflent (828 - 832) ;
- Bérenger le Sage (? - 835), comte de Toulouse (814 - 835), comte de Barcelone, d'Ampurias, de Razès et de Conflent (832 - 835) ;
- Argila de Barcelone, fils de Bera et frère de Guillemond, comte de Razès et de Conflent (844 - 845) ;
- Bera II de Barcelone (? - 849), fils du précédent, comte de Razès et de Conflent (845 - vers 849) ;
- Miron Eutilius (? - ?), fils du précédent, comte de Razès et de Conflent (vers 849 - 850).
- Frédolon de Toulouse (? - 856), comte de Pallars et de Ribagorce (848 - 852), de Rouergue et de Toulouse (850 - 852), et de Carcassonne et de Razès (850 - 852) ;
- Raimond Ier de Toulouse (? - 863), frère du précédent, comte de Quercy, de Limoges (vers 849 - 863), de Toulouse, de Rouergue, de Carcassonne, de Razès, de Pallars et de Ribagorce (852 - 863) ;
- Unifred (? - 864), comte de Barcelone, de Gérone, d'Ampurias, de Roussillon, de Narbonne (858 - 864), de Toulouse, de Carcassonne et de Razès (863 - 864).

### Dynastie des Bellonides
- Olibia II de Carcassonne (? - 879), comte de Carcassonne et de Razès (865 - 872) ;
- usurpation de Bernard II de Toulouse (? - 864), fils de Raimond Ier de Toulouse, comte de Toulouse (865 - 872), de Carcassonne et de Razès (872) ;
- Olibia II de Carcassonne (? - 879), comte de Razès et de Conflent (872 - 877) ;
- Acfred Ier de Carcassonne (? - 906), frère du précédent, comte de Carcassonne et de Razès (877 - 906) ;
- Bencion de Carcassonne (? - 908), fils d'Olibia II de Carcassonne et neveu du précédent, comte de Carcassonne et de Razès (906 - 908) ;
- Acfred II de Carcassonne (? - 933), fils d'Olibia II de Carcassonne, neveu d'Acfred Ier et frère du précédent, comte de Carcassonne et de Razès (908 - 933) ;
- Arsinde de Carcassonne (? - ?), fille d'Olibia II de Carcassonne, nièce d'Acfred Ier et sœur des précédents, comtesse de Carcassonne et de Razès (934).

En 934, Arsinde de Carcassonne renonce à ses droits en faveur de son époux, le comte de Comminges Arnaud Ier. Vers 950 le Razès est amputé du Fenouillèdes, Donezan et Capcir et probablement du Peyrapertusès, et de l'Albedunum (région du Bézu) au profit du comte Sunifred II de Cerdagne.

### Dynastie de Comminges
- Arnaud Ier de Comminges (vers 900 - 957), comte de Comminges (925 - 983), de Carcassonne et de Razès (934 - 938) ;
- Eudes de Razès (? - 1011), fils du précédent, comte de Razès (957 - 1011) ;
- Arnaud II de Razès (? - 1037), fils du précédent, comte de Razès (1011 - 1037) ;
- Raimond Ier de Razès (? - 1059), fils du précédent, comte de Razès (1037 - 1059) ;
- Raimond II de Razès (? - 1066), fils du précédent, comte de Razès (1059 - 1066) ;
- Roger III de Carcassonne (? - 1067), cousin éloigné du précédent, comte de Carcassonne, vicomte de Béziers et d'Agde (1060 - 1067) et comte de Razès (1066 - 1067).

Après sa mort, le comte de Barcelone achète Carcassonne (4 000 mancus d'or) aux sœurs de Roger III de Carcassonne, Ermengarde, épouse de Raimond-Bernard Trencavel, vicomte d'Albi et de Nîmes, et Adélaïde, épouse de Guillaume-Raimond Ier, comte de Cerdagne.

### Dynastie de Barcelone
- Raimond-Bérenger Ier de Barcelone (vers 1023 - 1076), comte de Barcelone et de Gérone (1035 - 1076), d'Osona (1054 - 1076), de Carcassonne et de Razès, vicomte de Béziers et d'Agde (1069 - 1076) ;
- Raimond-Bérenger II de Barcelone (1053 - 1082), fils du précédent, comte de Barcelone, de Gérone, d'Osona, de Carcassonne et de Razès (1076 - 1082), conjointement à :
- Bérenger-Raimond II de Barcelone (1053 - 1097), fils de Raimond-Bérenger Ier de Barcelone et frère du précédent, comte de Barcelone, de Gérone, d'Osona (1076 - 1097), de Carcassonne et de Razès (1076 - 1082).

Raimond-Bernard Trencavel, qui n'a pas accepté la vente des droits de son épouse mène plusieurs guerres contre les comtes de Barcelone. En 1082, il profite du discrédit jeté sur Bérenger-Raimond II de Barcelone, à la suite du meurtre de son frère, pour prendre définitivement le pouvoir à Carcassonne et dans le Razès. Finalement, les comtes de Barcelone doivent accepter l'état de fait : ils continuent à porter le titre de « comte de Razès », complètement vidé de sa substance, tandis que les Trencavel portent celui de « vicomte de Razès ».
En 1209, le Razès est occupé par les forces de la croisade des Albigeois et tombe entre les mains de Simon de Montfort. Pierre II, roi d'Aragon et comte de Barcelone, venu défendre ses prétentions, est battu et tué à la bataille de Muret en 1213. En 1258, le traité de Corbeil, entre les représentants de Jacques Ier d'Aragon et ceux de Louis IX de France, achève l'abandon du comté de Razès au rois de France.

## Vicomtes de Razès

### Maison Trencavel

Maison Trencavel

- Bernard Aton IV Trencavel (? - 1129) fils d'Ermengarde de Carcassonne et de Raimond-Bernard Trencavel, vicomte d’Albi, de Nîmes (1074 - 1129), de Carcassonne, de Razès, de Béziers et d’Agde (1099 - 1129) ;
- Roger Ier Trencavel (? - 1150), fils du précédent, vicomte d'Albi et de Carcassonne (1129 - 1150) ;
- Raimond Ier Trencavel (? - 1167), fils de Bernard-Aton IV Trencavel et frère du précédent, vicomte de Béziers (1129 - 1167), d'Albi, de Carcassonne et de Razès (1150 - 1167) ;
- Roger II Trencavel (1149 - 1194), fils du précédent, vicomte d'Albi, de Béziers, de Carcassonne et de Razès (1167 - 1194) ;
- Raimond-Roger Trencavel (1185 - 1209), fils du précédent, vicomte d'Albi, de Béziers, de Carcassonne et de Razès (1194 - 1209).

En 1209, Raimond-Roger Trencavel est vaincu par les forces de la croisade des Albigeois et ses domaines sont attribués à un des croisés, Simon de Montfort.

### Maison de Montfort

Maison de Montfort

- Simon de Montfort (entre 1164 et 1175 - 1218), seigneur de Montfort (1188 - 1218), comte de Leicester (1204 - 1218), vicomte d'Albi, de Béziers, de Carcassonne et de Razès (1209 - 1218) et comte de Toulouse (1215 - 1218) ;
- Amaury de Montfort (vers 1195 - 1241), fils du précédent, comte de Montfort, vicomte d'Albi, de Béziers, de Carcassonne et de Razès (1218 - 1224).

En 1224, Amaury de Montfort cède ses vicomtés au roi de France Louis VIII qui les rattache au domaine royal : le comté est absorbé dans la sénéchaussée de Carcassonne. Raimond II Trencavel, fils de Raimond-Roger parvient à reprendre la vicomté temporairement à deux reprises, de 1224 à 1227 et en 1243. En 1247, Raimond II Trencavel vend ses droits au roi Louis IX, avant de l'accompagner en croisade.